# Patrick Rastner
Patrick Rastner (Bressanone, 30 giugno 1993) è uno slittinista italiano.

## Biografia
Ha iniziato a gareggiare per la nazionale italiana nelle varie categorie giovanili, ottenendo un terzo posto nella classifica finale della Coppa del Mondo giovani nel singolo ed un secondo posto in quella juniores nel doppio, oltre alla conquista di quattro medaglie, delle quali una d'oro, ai campionati mondiali juniores.

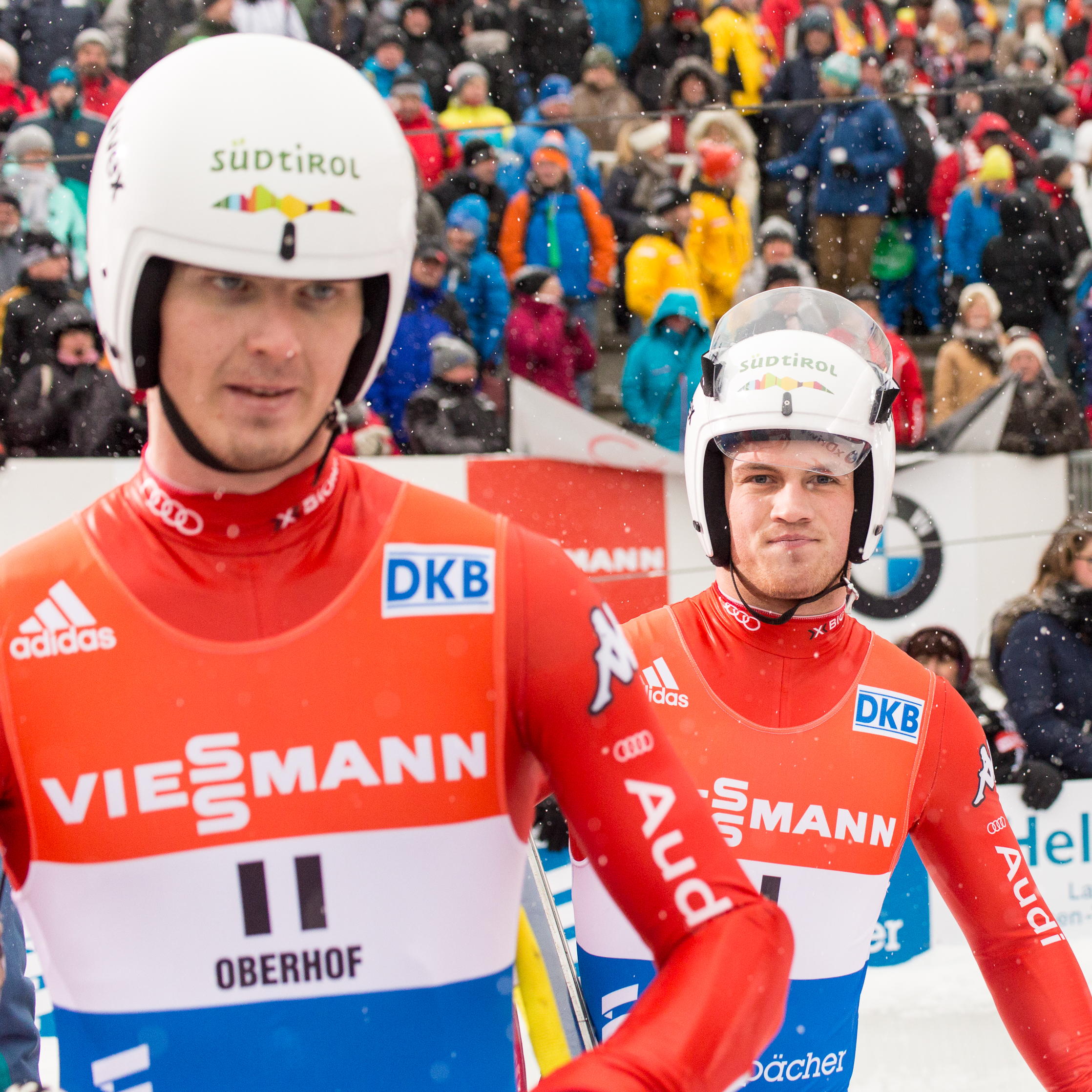
Patrick Rastner (a destra) con Ludwig Rieder in gara a Oberhof nel 2016

A livello assoluto ha gareggiato solo nel doppio e sempre in coppia con Ludwig Rieder, già suo compagno fin dai tempi delle categorie giovanili, debuttando in Coppa del Mondo il 27 novembre 2010 ad Igls, in occasione della tappa iniziale della Coppa del Mondo 2010/11, piazzandosi al decimo posto; ha conquistato il primo podio il 30 novembre 2013 nel doppio a Winterberg (3°) e la sua prima vittoria il 6 dicembre 2020 ad Altenberg nella competizione a squadre; vinse invece la sua prima gara nel doppio il 23 gennaio 2021 a Innsbruck. In classifica generale, come migliore risultato, vanta il quinto posto nel doppio, ottenuto nel 2013/14 e nel 2020/21.

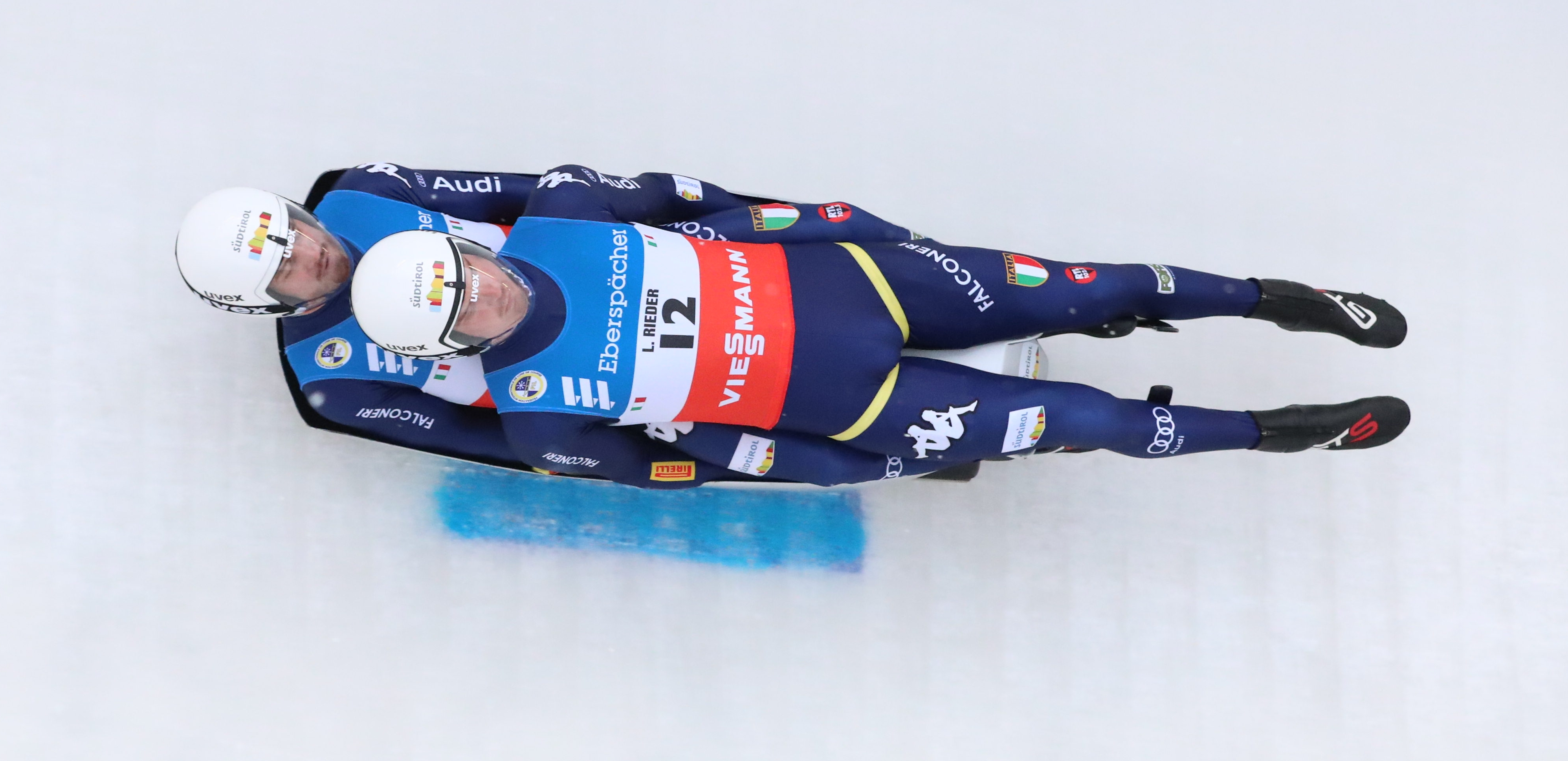
Rastner (dietro) e Rieder in gara a Oberhof nel 2021

Ha preso parte altresì a nove edizioni dei campionati mondiali. Nel dettaglio i suoi risultati nelle prove iridate sono stati, nel doppio: quinto a Cesana Torinese 2011, diciottesimo ad Altenberg 2012, nono a Whistler 2013, quinto a Sigulda 2015, settimo a Schönau am Königssee 2016, quinto a Igls 2017, sesto a Winterberg 2019, dodicesimo a Soči 2020 e settimo a Schönau am Königssee 2021; nel doppio sprint: dodicesimo a Schönau am Königssee 2016, ottavo a Winterberg 2019 e undicesimo a Soči 2020; nelle prove a squadre: quarto a Igls 2017, quarto a Winterberg 2019 e quinto a Schönau am Königssee 2021.  Si è inoltre aggiudicato tre medaglie nella speciale classifica riservata agli atleti under 23: una d'oro colta a Cesana 2011, e due di bronzo vinte ad Altenberg 2012 e a Whistler 2013.
Agli europei ha totalizzato invece quale miglior piazzamento il sesto posto nel doppio, colto nella rassegna di Lillehammer 2018, e il quarto nella gara a squadre, raggiunto in tre occasioni.

## Palmarès

### Mondiali under 23
- 2 medaglie:
  - 1 oro (doppio a Cesana 2011);
  - 2 bronzi (doppio ad Altenberg 2012; doppio a Whistler 2013).

### Mondiali juniores
- 4 medaglie:
  - 1 oro (doppio a Oberhof 2011);
  - 2 argenti (gara a squadre a Igls 2010; gara a squadre a Oberhof 2011);
  - 1 bronzo (doppio a Igls 2010).

### Coppa del Mondo
- Miglior piazzamento in classifica generale nel doppio: 5º nel 2013/14 e nel 2020/21.
- 10 podi (5 nel doppio, 1 nel doppio sprint, 4 nelle gare a squadre):
  - 2 vittorie (1 nel doppio, 1 nelle gare a squadre);
  - 3 secondi posti (1 nel doppio, 1 nel doppio sprint, 1 nelle gare a squadre);
  - 5 terzi posti (3 nel doppio, 2 nelle gare a squadre).

#### Coppa del Mondo - vittorie
| Data            | Luogo     | Paese    | Disciplina                                                          |
| --------------- | --------- | -------- | ------------------------------------------------------------------- |
| 6 dicembre 2020 | Altenberg | Germania | Gara a squadre con Andrea Vötter, Kevin Fischnaller e Ludwig Rieder |
| 23 gennaio 2021 | Innsbruck | Austria  | Doppio con Ludwig Rieder                                            |

### Coppa del Mondo juniores
- Miglior piazzamento in classifica generale nel doppio: 2° nel 2009/10.

### Coppa del Mondo giovani
- Miglior piazzamento in classifica generale nel singolo: 3° nel 2009/10.